# Temporada 1998-99 de los Charlotte Hornets
La temporada 1998-99 fue la undécima de los Charlotte Hornets en la NBA. La temporada regular acabó con 26 victorias y 24 derrotas, ocupando el noveno puesto de la conferencia Este, no logrando clasificarse para los playoffs. Debido a un cierre patronal, la temporada regular comenzó el 5 de febrero de 1999 y se redujo de 82 partidos a 50.

## Elecciones en elDraft
| Ronda | Puesto | Jugador      | Posición | Nacionalidad   | Universidad      |
| ----- | ------ | ------------ | -------- | -------------- | ---------------- |
| 1     | 21     | Ricky Davis  | Alero    | Estados Unidos | Iowa             |
| 2     | 50     | Andrew Betts | Pívot    | Estados Unidos | Long Beach State |

## Temporada regular
| División Central    | División Central | División Central | División Central | División Central | División Central | División Central | División Central | División Central |
| Equipo              | G                | P                | %                | PD               | Casa             | Fuera            | Div              |                  |
| ------------------- | ---------------- | ---------------- | ---------------- | ---------------- | ---------------- | ---------------- | ---------------- | ---------------- |
| y-Indiana Pacers    | 33               | 17               | .660             | -                | 18–7             | 15–10            | 15-7             |                  |
| x-Atlanta Hawks     | 31               | 19               | .620             | 2                | 16-9             | 15–10            | 15–8             |                  |
| x-Detroit Pistons   | 29               | 21               | .580             | 4                | 17–8             | 11–14            | 13–11            |                  |
| x-Milwaukee Bucks   | 28               | 22               | .560             | 5                | 17–8             | 11–14            | 13–11            |                  |
| Charlotte Hornets   | 26               | 24               | .520             | 7                | 16–9             | 10–15            | 12–10            |                  |
| Toronto Raptors     | 23               | 27               | .460             | 10               | 14–11            | 9–16             | 9–14             |                  |
| Cleveland Cavaliers | 22               | 28               | .440             | 11               | 15–10            | 7–18             | 9–13             |                  |
| Chicago Bulls       | 13               | 37               | .260             | 20               | 8–17             | 5–20             | 4–19             |                  |

## Estadísticas

### Temporada regular
| Jugador             | POS | PJ | PT | MJ    | REB | AST | ROB | TAP | PTS | MPP  | RPP | APP | ROP | TPP | PPP  |
| ------------------- | --- | -- | -- | ----- | --- | --- | --- | --- | --- | ---- | --- | --- | --- | --- | ---- |
| David Wesley        | PG  | 50 | 50 | 1,848 | 161 | 322 | 100 | 10  | 706 | 37.0 | 3.2 | 6.4 | 2.0 | .2  | 14.1 |
| Chuck Person        | SF  | 50 | 21 | 990   | 132 | 60  | 20  | 8   | 303 | 19.8 | 2.6 | 1.2 | .4  | .2  | 6.1  |
| Chucky Brown        | PF  | 48 | 21 | 1,192 | 174 | 57  | 16  | 19  | 407 | 24.8 | 3.6 | 1.2 | .3  | .4  | 8.5  |
| Ricky Davis         | SG  | 46 | 1  | 557   | 84  | 58  | 30  | 7   | 209 | 12.1 | 1.8 | 1.3 | .7  | .2  | 4.5  |
| Eldridge Recasner   | PG  | 44 | 2  | 708   | 77  | 91  | 17  | 1   | 222 | 16.1 | 1.8 | 2.1 | .4  | .0  | 5.0  |
| Bobby Phills        | SG  | 43 | 43 | 1,574 | 174 | 149 | 60  | 25  | 613 | 36.6 | 4.0 | 3.5 | 1.4 | .6  | 14.3 |
| Brad Miller         | C   | 38 | 0  | 469   | 117 | 22  | 9   | 18  | 238 | 12.3 | 3.1 | .6  | .2  | .5  | 6.3  |
| Derrick Coleman     | PF  | 37 | 29 | 1,178 | 328 | 78  | 24  | 42  | 486 | 31.8 | 8.9 | 2.1 | .6  | 1.1 | 13.1 |
| Elden Campbell†     | C   | 32 | 32 | 1,134 | 301 | 61  | 38  | 57  | 490 | 35.4 | 9.4 | 1.9 | 1.2 | 1.8 | 15.3 |
| Charles Shackleford | C   | 32 | 4  | 367   | 129 | 13  | 5   | 13  | 107 | 11.5 | 4.0 | .4  | .2  | .4  | 3.3  |
| Eddie Jones†        | SF  | 30 | 30 | 1,157 | 118 | 125 | 90  | 34  | 509 | 38.6 | 3.9 | 4.2 | 3.0 | 1.1 | 17.0 |
| J. R. Reid†         | PF  | 16 | 16 | 556   | 113 | 25  | 22  | 10  | 243 | 34.8 | 7.1 | 1.6 | 1.4 | .6  | 15.2 |
| Corey Beck†         | PG  | 16 | 0  | 150   | 23  | 20  | 7   | 2   | 35  | 9.4  | 1.4 | 1.3 | .4  | .1  | 2.2  |
| B. J. Armstrong†    | PG  | 10 | 1  | 178   | 16  | 27  | 3   | 0   | 57  | 17.8 | 1.6 | 2.7 | .3  | .0  | 5.7  |
| Travis Williams     | SF  | 8  | 0  | 62    | 19  | 2   | 2   | 1   | 15  | 7.8  | 2.4 | .3  | .3  | .1  | 1.9  |
| Willie Burton       | SF  | 3  | 0  | 18    | 6   | 0   | 0   | 0   | 4   | 6.0  | 2.0 | .0  | .0  | .0  | 1.3  |
| Joe Wolf            | PF  | 3  | 0  | 12    | 1   | 0   | 0   | 0   | 0   | 4.0  | .3  | .0  | .0  | .0  | .0   |

- † Denota jugador que jugó en más de un equipo esa temporada. Las estadísticas solo reflejan su paso por los Hornets.

## Galardones y récords
| Jugador     | Galardón                               |
| Eddie Jones | 2.º Mejor quinteto defensivo de la NBA |